# كلاتة أرباب (شهرستانة)
كلاتة أرباب (بالفارسية: کلاته ارباب) هي قرية تقع في إيران في قسم شهرستانة الريفي.